# Lechytia trinitatis
Lechytia trinitatis es una especie de arácnido del orden Pseudoscorpionida de la familia Lechytiidae.

## Distribución geográfica
Se encuentra en Trinidad y Tobago y la República Dominicana.